# Peter Buck
Peter Lawrence Buck (Berkeley, 6 dicembre 1956) è un chitarrista statunitense, ex membro dei R.E.M.

## Biografia
Peter Lawrence Buck è nato il 6 dicembre 1956 a Berkeley, in California, da Peter e Violet Buck. Dopo aver trascorso l'infanzia tra Los Angeles e San Francisco a 14 anni con la propria famiglia si trasferisce a Roswell in Georgia. Dopo essersi diplomato con lode alla Crestwood High School nel 1975, Buck frequentò la Emory University e si unì alla confraternita Delta Tau Delta, dopo poco tempo lasciò la Emory e si trasferì ad Athens, e frequentò anche l'Università della Georgia. Fu proprio qui che Buck trovò lavorò come commesso presso il negozio di dischi Wuxtry Records e dove incontrò il futuro compagno di band Michael Stipe e il futuro manager dei R.E.M. Bertis Downs.

### Carriera musicale con e dopo i R.E.M.
Nel corso del 1980 conoscerà, oltre a Michael Stipe, anche Mike Mills e Bill Berry: insieme formeranno i R.E.M., considerata una delle rock band più influenti nella storia della musica.
Da sempre vorace e instancabile appassionato musicale e grande intenditore di musica moderna, è autore di buona parte delle musiche del gruppo. Peter ha collaborato e collabora tuttora con altri gruppi musicali tra i quali i Tuatara, i Minus 5 del qual fanno parte anche due "membri aggiunti" dei R.E.M. (il batterista Bill Rieflin ed il chitarrista Scott McCaughey) e i Tired Pony, "supergruppo" formato da Gary Lightbody (Snow Patrol), Richard Colburn, Iain Archer, Jacknife Lee e Scott McCaughey. Con questi ultimi ha prodotto l'album The Place We Ran From uscito il 12 luglio 2010.
Musicista autodidatta, per sua stessa ammissione "non particolarmente dotato", Buck adotta uno stile chitarristico di base semplice e intuitivo, basato su accordature aperte e riffs arpeggiati, tipicamente folk/country che ricordano, tra gli altri, i Byrds di Roger McGuinn, di cui Buck è un estimatore.

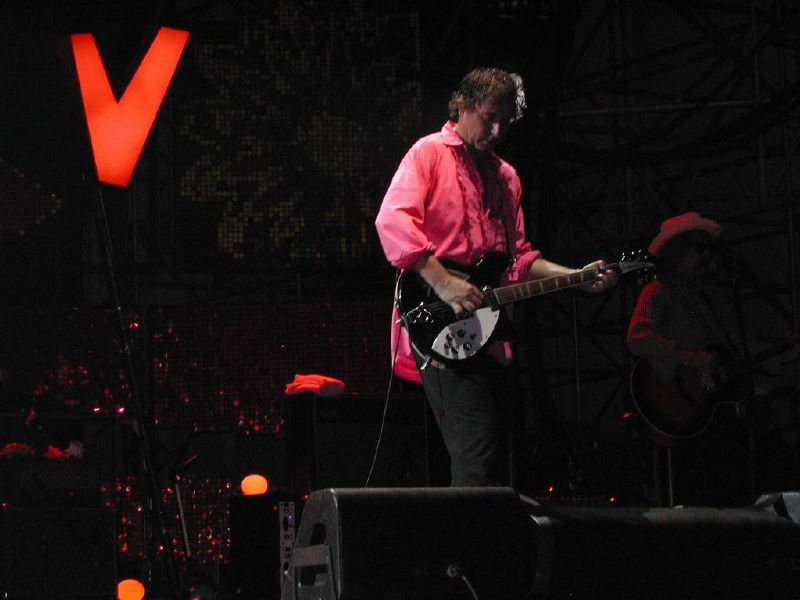
Peter Buck in concerto con i R.E.M a Padova nel 2003

Responsabile del tipico sonoro R.E.M. è inoltre la marca della chitarra principale di Buck, una Rickenbacker 360, associata spesso ad un amplificatore valvolare Vox ac30.
Buck inoltre ha suonato diversi strumenti nei R.E.M., tra cui: chitarre elettriche ed acustiche Rickenbacker, Gibson, Fender, Gretsch, Martin a 6 e 12 corde, banjo, mandolino, basso, tastiera (in Let me in, dall'album Monster e in "Lotus", dall'album " Up") e batteria (nell'undicesima canzone senza titolo dell'album Green).
Buck è noto per la sua enciclopedica conoscenza della musica, così come la sua vasta collezione di dischi. Il 12 marzo 1999, in un'intervista a Wiese, uno spettacolo musicale televisivo a Oslo, in Norvegia, Buck ha stimato la sua collezione a circa 25.000 pezzi. Alla fine del 1990, stimò avesse circa 10.000 singoli in vinile, 6.000 LP e 4.000 CD.
La rivista Rolling Stone lo ha inserito al numero #94 nella lista Rolling Stone's 100 Greatest Guitarists of All Time, che annovera i migliori chitarristi di tutti i tempi.
Nell'aprile del 2010 è stata stilata dalla BBC 6 una classifica dei migliori chitarristi dal 1980 al 2010 (votata da circa cinquantamila utenti del sito), dove Peter Buck è entrato nella top 10 al decimo posto.

## Discografia

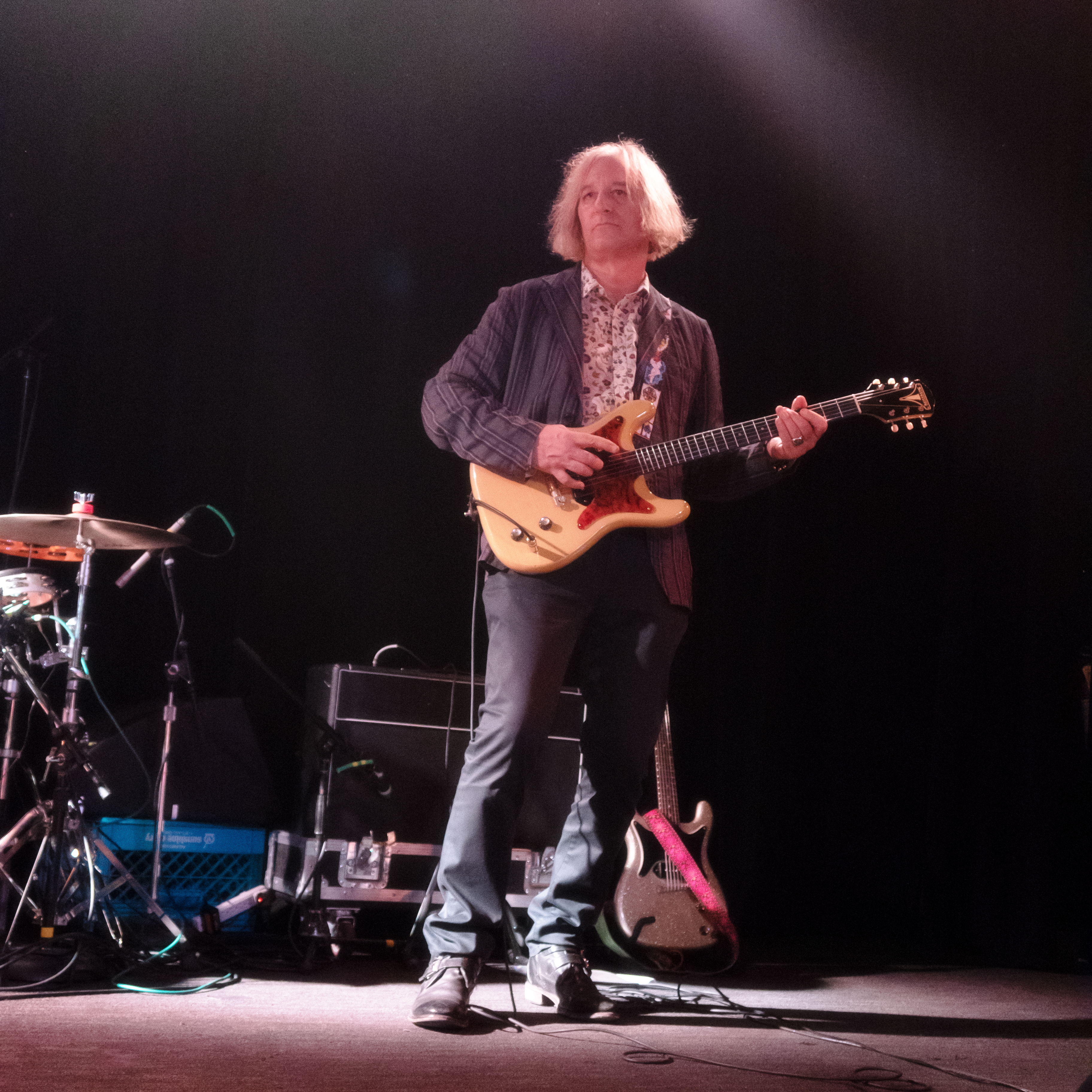
Peter Buck nel 2018